# Alex Consani
Alex Monette Consani (nacida el 23 de julio de 2003) es una modelo e influencer estadounidense. Comenzó su carrera como modelo en 2015 y se convirtió en la modelo transgénero más joven del mundo en ese momento, con 12 años. Tras firmar con IMG Models en 2019, Consani comenzó a utilizar TikTok en 2020 durante la pandemia de COVID-19 y se hizo popular en Internet por sus vídeos cómicos, llegando a tener más de tres millones de seguidores en 2024. En 2024, Consani fue la primera modelo transgénero en ganar el Premio de Moda a la Modelo del Año y, junto con Valentina Sampaio, desfiló en el Victoria's Secret Fashion Show.

## Vida y carrera
Alex Monette Consani nació el 23 de julio de 2003, en Petaluma, California. Su madre trabaja en la conservación del agua, mientras que su padre trabaja para Guide Dogs for the Blind. Tiene ascendencia italiana, inglesa y alemana. Es transgénero y comenzó a usar ropa femenina a los cuatro años, antes de decidirse por el nombre de Alex a los ocho y someterse a una terapia de reemplazo hormonal durante la pubertad. Comenzó a trabajar como modelo a principios de 2015, después de que su madre encontrara un anuncio en Facebook de Slay Model Management, una agencia de modelos con sede en Los Ángeles formada íntegramente por modelos transgénero. En ese momento, se convirtió en la modelo transgénero más joven del mundo, con 12 años. En 2016, un perfil sobre ella en Cosmopolitan Germany se hizo viral en Internet. A los 13 años, participó en una sesión fotográfica con Dominique Jackson.
Consani firmó con IMG Models en agosto de 2019, a los 16 años, y se mudó a la ciudad de Nueva York a los 18. En 2020, durante la pandemia de COVID-19, comenzó a publicar vídeos cómicos absurdos centrados en la generación Z en TikTok con el nombre de usuario captincroook, utilizando también el apodo Miss Mawma, y en 2022 ya tenía más de 700 000 seguidores. En 2021, se graduó en el Petaluma High School y comenzó a asistir a la Universidad Pace con la ayuda de la Petaluma Educational Foundation, recibiendo una beca de Alphabet Soup Thrift Store y una beca de la familia MacIlvain; también ese año, debutó en la pasarela de Nueva York para Tom Ford. Fue incluida en la lista 20 Under 20 de GLAAD, que rinde homenaje a los "jóvenes LGBTQ que marcan la diferencia", para 2022, y desfiló para Versace y Alexander McQueen durante la temporada otoño/invierno 2022. En 2023, tenía más de 1,4 millones de seguidores en la plataforma.
Vogue la nombró una de las modelos más destacadas de la temporada primavera/verano 2023, durante la cual desfiló para Boss by Hugo Boss, Burberry, Chloé, Roberto Cavalli y Coperni. Apareció en la nueva versión del desfile de Victoria's Secret, "The Tour '23", que volvió al formato de pasarela en octubre de 2024 tras una pausa de cinco años. Fue la imagen de la colección colaborativa de Jean Paul Gaultier con la marca londinense Knwls, que se lanzó en septiembre de 2023. Consani fue la modelo exclusiva de la colección primavera/verano 2024 de Conner Ives en colaboración con Depop, "Late Capitalism". A principios de 2024, Consani tenía más de dos millones de seguidores y más de 150 millones de "me gusta" en sus vídeos de TikTok. Apareció en los vídeos musicales de la canción "Okay" de JT y de la canción "360" de Charli XCX en abril y mayo de 2024, respectivamente. Fue nominada al Premio de Moda a la Modelo del Año en 2024, lo que la convirtió en la primera mujer transgénero abiertamente nominada al premio. Para entonces, tenía más de tres millones de seguidores en TikTok.
El 15 de octubre de 2024, Consani y Valentina Sampaio se convirtieron en las primeras modelos transgénero en desfilar en el Victoria's Secret Fashion Show.
El 2 de diciembre de 2024, Consani se convirtió en la primera persona transgénero en ser nombrada Modelo del Año en los premios anuales Premios de Moda de Londres.

## Imagen pública
Alyssa Morin, de E! News, calificó a Consani como "la nueva it girl de la moda" en febrero de 2023, mientras que Bustle y PinkNews la describieron como "la it girl de 2024". Vienna Vernose, de CR Fashion Book, calificó su cabello decolorado y sus rasgos "de hada" como "distintivos" y describió su paso por la pasarela como "serio y poderoso."  Grace Clarke, de L'Officiel, calificó a Consani como "fácilmente una de las modelos más importantes" de 2024 y "una de las modelos transgénero más populares de la industria".
En octubre de 2023, fue incluida en la lista Forbes Top Creators Fashion 50, donde obtuvo la tasa de participación más alta de la lista, con un 21,5 %, y fue descrita como "con su característico cabello y cejas decolorados". i-D afirmó en 2023 que era "tan conocida por sus descabellados bailes en el metro... y su carácter divertido [en TikTok] como por sus apariciones en las pasarelas de Alexander McQueen y Versace". Brock Colyar, de The Cut, escribió en 2024 que sus vídeos de TikTok, en los que "aparece siendo muy ruidosa y algo molesta en espacios muy públicos," se hacían "virales constantemente".
En diciembre de 2024, Consani fue incluida en la lista de Forbes de los 30 Under 30 en la categoría "Art & Style". En 2025, entró en la lista Hot 100 de Madame Tussauds, que la reconoció como un icono de la moda y modelo en ascenso de la generación Z.
Debutó en la Met Gala el 5 de mayo de 2025, en la 79.ª edición del evento anual celebrado en el Museo Metropolitano de Arte de Nueva York. Abrazando el tema "Superfine: Tailoring Black Style," lució un vestido traje color crema con aberturas diseñado en colaboración con Swarovski, el estilista Carlos Nazario, y la directora creativa global de Swarovski, Giovanna Battaglia Engelbert.
Alex Consani asistió a la alfombra roja de “The Phoenician Scheme” en la 78.ª edición del Festival de Cine de Cannes, celebrada en el Palais des Festivals el 18 de mayo de 2025, en Cannes, Francia. Causó una gran impresión con el Look 15 de la colección Haute Couture Primavera-Verano 2025 de Schiaparelli, diseñada por Daniel Roseberry. Esta fue su segunda aparición en Cannes, tras su debut en la Gala amfAR en 2023.

## Videografía

### Apariciones en videos musicales
| Año  | Título de la canción | Artista    | Ref.   |
| ---- | -------------------- | ---------- | ------ |
| 2024 | "Okay"               | JT         | [ 40 ] |
| 2024 | "360"                | Charli XCX | [ 41 ] |

## Filmografía

### Cortometrajes
| Año  | Título                                         | Ref.   |
| ---- | ---------------------------------------------- | ------ |
| 2023 | "Paradigm Trilogy: Recognition Vs. Expression" | [ 42 ] |